# 雪浦村
雪浦村（ゆきのうらむら）は、長崎県の西彼杵半島にあった村。西彼杵郡に属した。1955年（昭和30年）に北側に位置する瀬戸町、多以良村および島嶼部の松島村と合併し、大瀬戸町となった。現在の西海市大瀬戸町の南部、雪浦地区にあたる。

## 地理
西彼杵半島の西部に位置し、西の海岸線を角力灘（五島灘）に接する。
- 山：飯森山、万助山、原山、杉山、焼山
- 河川：雪浦川、河通（ごうつう）川、小田川、音無川、藤原川、奥浦川
- 溜池：黒似田堤、井出ノ尾堤、鏡池

## 沿革
- 1889年（明治22年）4月1日 - 町村制施行により、西彼杵郡雪浦村が単独村制にて発足。
- 1955年（昭和30年）2月11日 - 西彼杵郡瀬戸町、多以良村、松島村と合併して大瀬戸町が発足し、雪浦村は自治体として消滅。

## 地名
郷を行政区域とする。雪浦村は1889年の町村制施行時に単独で自治体として発足したため、大字は無し。
- 奥浦郷
- 上郷
- 久良木郷（きゅうらぎ）
- 河通郷（ごうつう）
- 幸物郷（こうぶつ）
- 小松郷
- 下郷
- 下釜郷（しものかま）

## 雪浦村出身の著名人
- 堀川安市（教員・自然史研究家）
- 雪沢千代治（政治家）